# Fylkesvei

Una fylkesvei o fylkesveg (in italiano: strada di contea) è un tipo di strada in Norvegia gestita dalle contee (fylker). Corrisponde a livello amministrativo alle strade provinciali d'Italia.

## Istituzione
Il sistema viario è stato introdotto nel 1931, distinguendo in: strade di contea (fylksveier), strade nazionali o autostrade (riksveier) e strade comunali (bygdeveier). Nel 2009 vi erano 27.262 km di strade provinciali, circa il 29,2% delle strade pubbliche norvegesi. Dal 1º gennaio 2010 la maggior parte delle autostrade sono diventate competenza delle contee, così come moltissimi traghetti. Attualmente le contee gestiscono 44.000 km di strade, mentre allo stato rimangono solo 10.000 km.
Anche dopo l'entrata in vigore della riforma, in Norvegia esistono due tipi di strade provinciali: le fylkveier originali, che non avevano segnaletica, e le autostrade trasformate in fylksveier, dotate di segnaletica stradale.

## Segnaletica e numerazione
Le strade provinciali norvegesi sono contrassegnate da riquadri neri con lettere nere su sfondo bianco, mentre le autostrade o riksveier, incluse le strade europee, hanno segnali verdi.
Le fylksveier sono numerate all'interno di ogni contea. Ciò significa che strade provinciali diverse possono avere numeri uguali, ciascuno per contea. La contea di Oslo e di Moskenes sono le uniche a non avere strade provinciali, ma solo autostrade. A Trondheim dal 2004 al 2007 le strade provinciali ìsono state surclassate a strade municipali e sono state gestite dall'ente comunale Trondheim Bydrift. Dal 2008 sono nuovamente diventate strade provinciali.
Tutte le strade con segnaletica sono asfaltate, quindi anche le strade provinciali.

## Tipologia di strade provinciali

### Strade provinciali primarie (primære fylkesveier)
Sono le strade provinciali che prima del 1º gennaio 2010 erano autostrade. Proprio per questo hanno mantenuto la segnaletica stradale che avevano fino al 2009. 

### Strade provinciali secondarie (sekundære fylkesveier)
Sono le strade provinciali che hanno mantenuto la status anche dopo la riforma del 2010 e tranne poche eccezioni non sono segnalate. Poiché le autostrade riclassificate avevano in alcuni casi lo stesso numero di strade provinciali già esistenti, la strada secondaria ha avuto una nuova numerazione.

## Percentuale difylksveierper ogni contea
| Contea           | Percentuale |
| ---------------- | ----------- |
| Akershus         | 90%         |
| Aust-Agder       | 84%         |
| Buskerud         | 98%         |
| Finnmark         | 100%        |
| Hedmark          | 61%         |
| Hordaland        | 100%        |
| Møre og Romsdal  | 80%         |
| Nordland         | 72%         |
| Nord-Trøndelag   | 44%         |
| Oppland          | 80%         |
| Oslo             | assenti     |
| Rogaland         | 97%         |
| Sogn og Fjordane | 100%        |
| Sør-Trøndelag    | 62%         |
| Telemark         | 89%         |
| Troms            | 78%         |
| Vest-Agder       | 64%         |
| Vestfold         | 100%        |
| Østfold          | 76%         |